# شرق چین
شرق چین یا چین شرقی (华东) یک منطقهٔ مسکونی جغرافیایی در شرق چین در ساحل اقیانوس آرام است. چین شرقی ۳۸۴٫۳ میلیون نفر جمعیت دارد. استان‌های شانگهای، جیانگسو، چجیانگ، آن‌هوئی، فوجیان، جیانگشی و شاندونگ در این منطقه قرار دارد.

## تقسیمات کشوری
| GB | ISO 3166-2:CN | استان   | نام چینی              | مرکز            | جمعیت (سرشماری ۲۰۱۰) | تراکم    | مساحت   | مخفف   |
| -- | ------------- | ------- | --------------------- | --------------- | -------------------- | -------- | ------- | ------ |
| SH | ۳۱            | شانگهای | 上海市 Shànghǎi Shì   | Shanghai        | 23,019,148           | 3,630.20 | 6,341   | 沪 Hù  |
| JS | ۳۲            | جیانگسو | 江苏省 Jiāngsū Shěng  | نانجینگ         | ۷۸٬۶۵۹٬۹۰۳           | ۷۶۶٫۶۶   | ۱۰۲٬۶۰۰ | 苏 Sū  |
| ZJ | ۳۳            | ژجیانگ  | 浙江省 Zhèjiāng Shěng | هانگژو          | ۵۴٬۴۲۶٬۸۹۱           | ۵۳۳٫۵۹   | ۱۰۲٬۰۰۰ | 浙 Zhè |
| AH | ۳۴            | آن‌هوئی  | 安徽省 Ānhuī Shěng    | هفئی            | ۵۹٬۵۰۰٬۵۱۰           | ۴۲۵٫۹۱   | ۱۳۹٬۷۰۰ | 皖 Wǎn |
| FJ | ۳۵            | فوجیان  | 福建省 Fújiàn Shěng   | فوجو            | ۳۶٬۸۹۴٬۲۱۶           | ۳۰۴٫۱۵   | ۱۲۱٬۳۰۰ | 闽 Mǐn |
| JX | ۳۶            | جیانگژی | 江西省 Jiāngxī Shěng  | نانچانگ         | ۴۴٬۵۶۷٬۴۷۵           | ۲۶۶٫۸۷   | ۱۶۷٬۰۰۰ | 赣 Gàn |
| SD | ۳۷            | شاندونگ | 山东省 Shāndōng Shěng | جینان (شاندونگ) | ۹۵٬۷۹۳٬۰۶۵           | ۶۲۲٫۸۴   | ۱۵۳٬۸۰۰ | 鲁 Lǔ  |

## شهرهای با مساحت شهری بیش از یک میلیون نفر
مراکز استان‌ها به صورت پررنگ نوشته شده‌اند.
| #  | شهر             | مساحت شهری | مساحت بخش  | املاک شهری   | استان | تاریخ سرشماری |
| -- | --------------- | ---------- | ---------- | ------------ | ----- | ------------- |
| ۱  | شانگهای         | ۲۰٬۲۱۷٬۷۴۸ | ۲۲٬۳۱۵٬۴۷۴ | ۲۳٬۰۱۹٬۱۹۶   | SH    | ۲۰۱۰-۱۱-۰۱    |
| ۲  | نانجینگ         | ۵٬۸۲۷٬۸۸۸  | ۷٬۱۶۵٬۲۹۲  | ۸٬۰۰۳٬۷۴۴    | JS    | ۲۰۱۰-۱۱-۰۱    |
| ۳  | هانگژو          | ۵٬۱۶۲٬۰۹۳  | ۶٬۲۴۱٬۹۷۱  | ۸٬۷۰۰٬۳۷۳    | ZJ    | ۲۰۱۰-۱۱-۰۱    |
| ۴  | جینان (شاندونگ) | ۳٬۵۲۷٬۵۶۶  | ۴٬۳۳۵٬۹۸۹  | ۶٬۸۱۳٬۹۸۴    | SD    | ۲۰۱۰-۱۱-۰۱    |
| ۵  | چینگ‌دائو        | ۳٬۵۱۹٬۹۱۹  | ۳٬۷۱۸٬۸۳۵  | ۸٬۷۱۵٬۰۸۷    | SD    | ۲۰۱۰-۱۱-۰۱    |
| ۶  | سوژو            | ۳٬۳۰۲٬۱۵۲  | ۴٬۰۷۲٬۰۸۱  | ۱۰٬۴۵۹٬۸۹۰   | JS    | ۲۰۱۰-۱۱-۰۱    |
| ۷  | شیامن           | ۳٬۱۱۹٬۱۱۰  | ۳٬۵۳۱٬۳۴۷  | ۳٬۵۳۱٬۳۴۷    | FJ    | ۲۰۱۰-۱۱-۰۱    |
| ۸  | هفئی            | ۳٬۰۹۸٬۷۲۷  | ۳٬۳۱۰٬۲۶۸  | ۵٬۷۰۲٬۴۶۶    | AH    | ۲۰۱۰-۱۱-۰۱    |
| ۹  | فوجو            | ۲٬۸۲۴٬۴۱۴  | ۲٬۹۲۱٬۷۶۲  | ۷٬۱۱۵٬۳۶۹    | FJ    | ۲۰۱۰-۱۱-۰۱    |
| ۱۰ | ووشی            | ۲٬۷۵۷٬۷۳۶  | ۳٬۵۴۳٬۷۱۹  | ۶٬۳۷۴٬۳۹۹    | JS    | ۲۰۱۰-۱۱-۰۱    |
| ۱۱ | ونژو            | ۲٬۶۸۶٬۸۲۵  | ۳٬۰۳۹٬۴۳۹  | ۹٬۱۲۲٬۱۰۲    | ZJ    | ۲۰۱۰-۱۱-۰۱    |
| ۱۲ | نانگبو          | ۲٬۵۸۳٬۰۷۳  | ۳٬۴۹۱٬۵۹۷  | ۷٬۶۰۵٬۶۸۹    | ZJ    | ۲۰۱۰-۱۱-۰۱    |
| ۱۳ | زیبو (چین)      | ۲٬۲۶۱٬۷۱۷  | ۳٬۱۲۹٬۲۲۸  | ۴٬۵۳۰٬۵۹۷    | SD    | ۲۰۱۰-۱۱-۰۱    |
| ۱۴ | چانگژو          | ۲٬۲۵۷٬۳۷۶  | ۳٬۲۹۰٬۹۱۸  | ۴٬۵۹۲٬۴۳۱    | JS    | ۲۰۱۰-۱۱-۰۱    |
| ۱۵ | نانچانگ         | ۲٬۲۲۳٬۶۶۱  | ۲٬۳۵۷٬۸۳۹  | ۵٬۰۴۲٬۵۶۶    | JX    | ۲۰۱۰-۱۱-۰۱    |
| ۱۶ | یانتای          | ۱٬۷۹۷٬۸۶۱  | ۲٬۲۲۷٬۷۳۳  | ۶٬۹۶۸٬۲۰۲    | SD    | ۲۰۱۰-۱۱-۰۱    |
| ۱۷ | شوژو            | ۱٬۷۳۵٬۱۶۶  | ۱٬۹۶۷٬۲۱۴  | ۸٬۵۷۷٬۲۲۵    | JS    | ۲۰۱۰-۱۱-۰۱    |
| ۱۸ | نانتانگ         | ۱٬۶۱۲٬۳۸۵  | ۲٬۲۷۴٬۱۱۳  | ۷٬۲۸۳٬۶۲۲    | JS    | ۲۰۱۰-۱۱-۰۱    |
| ۱۹ | هوایان          | ۱٬۵۲۳٬۶۵۵  | ۲٬۶۳۵٬۴۰۶  | ۴٬۸۰۱٬۶۶۲    | JS    | ۲۰۱۰-۱۱-۰۱    |
| ۲۰ | لینیای          | ۱٬۵۲۲٬۴۸۸  | ۲٬۳۰۳٬۶۴۸  | ۱۰٬۰۳۹٬۴۴۰   | SD    | ۲۰۱۰-۱۱-۰۱    |
| ۲۱ | ویفانگ          | ۱٬۲۶۱٬۵۸۲  | ۲٬۰۴۴٬۰۲۸  | ۹٬۰۸۶٬۲۴۱    | SD    | ۲۰۱۰-۱۱-۰۱    |
| ۲۲ | هواینان         | ۱٬۲۳۸٬۴۸۸  | ۱٬۶۶۶٬۸۲۶  | ۲٬۳۳۳٬۸۹۶    | AH    | ۲۰۱۰-۱۱-۰۱    |
| ۲۳ | تایجو           | ۱٬۱۸۹٬۲۷۶  | ۱٬۹۰۲٬۵۱۰  | ۵٬۹۶۸٬۸۳۸    | ZJ    | ۲۰۱۰-۱۱-۰۱    |
| ۲۴ | جینجیانگ        | ۱٬۱۷۲٬۸۲۷  | ۱٬۹۸۶٬۴۴۷  | see Quanzhou | FJ    | ۲۰۱۰-۱۱-۰۱    |
| ۲۵ | کوانژو          | ۱٬۱۵۴٬۷۳۱  | ۱٬۴۳۵٬۱۸۵  | ۸٬۱۲۸٬۵۳۳    | FJ    | ۲۰۱۰-۱۱-۰۱    |
| ۲۶ | یانچنگ          | ۱٬۱۳۶٬۸۲۶  | ۱٬۶۱۵٬۸۳۶  | ۷٬۲۶۲٬۲۰۰    | JS    | ۲۰۱۰-۱۱-۰۱    |
| ۲۷ | تایان           | ۱٬۱۲۳٬۵۴۱  | ۱٬۷۳۵٬۴۲۵  | ۵٬۴۹۴٬۲۰۷    | SD    | ۲۰۱۰-۱۱-۰۱    |
| ۲۸ | Kunshan         | ۱٬۱۱۸٬۶۱۷  | ۱٬۶۴۴٬۸۶۰  | see Suzhou   | JS    | ۲۰۱۰-۱۱-۰۱    |
| ۲۹ | واها            | ۱٬۱۰۸٬۰۸۷  | ۱٬۳۰۷٬۰۴۲  | ۲٬۲۶۳٬۱۲۳    | AH    | ۲۰۱۰-۱۱-۰۱    |
| ۳۰ | پوتیان          | ۱٬۱۰۷٬۱۹۹  | ۱٬۹۵۳٬۸۰۱  | ۲٬۷۷۸٬۵۰۸    | FJ    | ۲۰۱۰-۱۱-۰۱    |
| ۳۱ | یانگژو          | ۱٬۰۷۷٬۵۳۱  | ۱٬۳۹۲٬۵۶۳  | ۴٬۴۶۰٬۰۶۶    | JS    | ۲۰۱۰-۱۱-۰۱    |
| ۳۲ | Cixi            | ۱٬۰۵۹٬۹۴۲  | ۱٬۴۶۲٬۳۸۳  | see Ningbo   | ZJ    | ۲۰۱۰-۱۱-۰۱    |
| ۳۳ | ژیانگیاین       | ۱٬۰۱۳٬۶۷۰  | ۱٬۵۹۵٬۱۳۸  | see Wuxi     | JS    | ۲۰۱۰-۱۱-۰۱    |